# توماس ماكسويل
توماس ماكسويل (بالإنجليزية: Thomas Maxwell) (و. 1792 – 1864 م)هو سياسي، ومحامي من الولايات المتحدة الأمريكية .
وهو عضو في الحزب الديمقراطي الأمريكي .